# LEGO Modulaire Gebouwen
LEGO Modulaire Gebouwen, in het Engels Lego Modular Buildings, is een serie van gebouwen binnen de Creator Expert-lijn van LEGO. Deze serie werd geïntroduceerd in 2007 en werd uitgebracht om ook meer ervaren bouwers een uitdaging te bieden. De meeste sets beschikken over meer dan 2000 stenen. De serie wordt een "modulair bouwsysteem" genoemd. Alle sets van het thema kunnen namelijk aan elkaar geklikt worden. In deze serie worden complexere bouwtechnieken toegepast die in andere series niet te vinden zijn. Het is speelgoed bedoeld voor (jong)volwassenen.
Een aantal sets, die officieel niet tot de reeks Modulaire Gebouwen behoren, zijn wel compatibel met de reeks door verbindende voetpaden.

## Geschiedenis
In 2006 werd er een enquête gestuurd naar oudere LEGO-bouwers die geregistreerd staan bij LEGO. Ze werden gevraagd hun ideeën te delen met LEGO en wat zij in de toekomst wellicht voor de fans zouden kunnen gaan maken. Hieruit bleek dat gebouwen een zeer geliefd onderwerp was. Een jaar later kwam met behulp van diverse fans de "Café Corner" uit.

## Modulaire Gebouwen-reeks

### 10182 - Café Corner
Dit was het eerste model in deze serie en werd uitgebracht in april 2007. Omdat de oplage niet heel hoog was, besloot LEGO om hier een 10.000-nummer aan te hangen. De set omvat 2085 stenen. Het gebouw bestaat uit drie verdiepingen, is als een hoekhuis gebouwd en heeft een verticaal bord waar "Hotel" op staat. Daarnaast heeft de set ramen en deuren die open kunnen, cafétafeltjes buiten, gestreepte markiezen en drie minifiguren. Veel van de geavanceerde bouwtechnieken zijn terug te vinden in onder andere ski's die als waaier neergezet zijn, bogen boven deuren en ramen en het hotelbord.

### 10190 - Market Street
Het tweede model in deze serie kwam eveneens uit in 2007. De set werd ontworpen door de in 2007 overleden Nederlander Eric Brok. De set heeft 1248 blokjes en is al aanbevolen voor bouwers vanaf tien jaar. Enkele details van deze set zijn: een kelder, verwisselbare verdiepingen, een metalen hek en het ouderwets Nederlands/Belgische dak. Enige verwarring is er wel met de nummering, die doet vermoeden dat de set na 10185 - Green Grocer - uit kwam.
Market Street was het enige model met minder dan 2000 stenen. Een van de redenen dat er minder stenen gebruikt werden was de kostprijs. Deze kon daarmee dan ook een stuk lager liggen. Als "LEGO Factory" set werd het zelf ontwerpen van LEGO-modellen naar voren geschoven. Daarnaast hoopt LEGO dat mensen geïnspireerd raken om hun eigen meubels te maken en verdiepingen toe te voegen. Market Street is de enige set die onder de LEGO Factory merknaam is uitgebracht. Sinds voorjaar 2013 is LEGO Factory niet meer beschikbaar en kan dit model niet meer besteld worden.
Dit was tevens het eerste model met minifiguren die niet gebruik maakte van het standaard gezicht. De modellen hierna maakte weer gebruik van het standaard gezicht bij minifiguren totdat de Downtown Diner was uitgebracht welke ook niet het standaard gezicht gebruikte bij minifiguren.

### 10185 - Green Grocer
Het derde model in deze serie kwam in 2008 uit. Enkele kenmerken van deze set: het gebruik van zwarte minifiguur-skeletbeentjes als basis, het gebruik van hamers en zwarte speren om de leuningen van de trap te vormen en het gebruik van een kanopaddle in grootvaders klok.
Green Grocer is anders dan de twee voorgaande huizen in de serie. Dit heeft vooral te maken met de complete inrichting van het huis. Café Corner en Market Street hadden geen interieur terwijl de Green Grocer op elke verdieping diverse details heeft als meubels, een radiator en een klok. Het assortiment van voedsel wat te vinden is in de winkel zijn onder andere wortels, appels en bananen. Ook pakken melk zijn er terug te vinden in de koelkasten.

### 10197 - Fire Brigade
Het vierde model in deze serie werd uitgebracht in 2009. Dit is het eerste model waar een auto aan toegevoegd is. Dit is gedaan in de vorm van een ouderwetse brandweerwagen. Enkele andere kenmerken van deze set zijn: zeer veel realistische jaren '30-details, een watertoren en een goudkleurige alarmbel. De datum op de voorgevel, 1932, is het jaar waarin LEGO is opgericht.

### 10211 - Grand Emporium
Het vijfde model in deze serie werd op 3 maart 2010 uitgebracht, ook een hoekhuis. Het heeft een compleet winkel interieur. Buiten de gebruikelijke minifiguren zijn er dit keer ook "etalage poppen" voor de winkel achter het raam. Deze doos is mogelijk gestileerd op het warenhuis Harrods maar dit is nooit officieel bevestigd.

### 10218 - Pet Shop
Het zesde model in deze serie kwam 10 mei 2011 beschikbaar. Deze set bestaat uit twee kleinere huizen waarvan één als woonhuis en de ander als dierenwinkel is gemaakt. Het woonhuis heeft wederom een complete huiselijke inrichting en de dierenwinkel is van binnen ook echt een dierenwinkel met spelende katten en honden. De set is zo gemaakt dat er meerdere dozen aangeschaft kunnen worden en er een soort rijtjeshuis ontstaat. De dierenwinkel is vrij eenvoudig aan te passen naar woonhuis. Dit was overigens de eerste modular waar een LEGO designer video van gemaakt is. Deze is ook op het YouTube kanaal van LEGO terug te vinden. In deze video worden alle aspecten van het ontwerp bondig behandeld.

### 10224 - Town Hall
Het zevende model in deze serie is uitgekomen op 1 maart 2012. Destijds was dit het grootste set in de serie, totdat Assembly Square werd uitgebracht. Het gebouw is het hoogste in de serie en meet een hoogte van 46 centimeter. Ook heeft dit gebouw de meeste minifiguren, acht, waaronder een bruid en bruidegom. Enkele ontwerpen die in deze set nieuw zijn: een lift die met de hand bediend wordt, een entree met vier pilaren en een klokkentoren. Het jaar 1891, dat te zien is op het gebouw, is het geboorte jaar van Ole Kirk Christiansen de oprichter van LEGO.  Dit is de eerste set die niet door de bedenker van de reeks Jamie Berard is ontworpen (met uitzondering van Market Street dat een fanmodel is)

### 10232 - Palace Cinema
Het achtste model uit deze serie is op 1 maart 2013 beschikbaar gekomen. Het is volgens de ontwerper in de designers video het meest complexe gebouw tot nu toe. Het is gestileerd op "Grauman's Chinese Theatre" in Hollywood. Enkele design kenmerken van deze set zijn het dak, de openslaande deuren, de zetels in de zaal en de tegels met een ster op het trottoir die de Walk of Fame moeten nabootsen. Voor het eerst is er gebruikgemaakt van een rode basisplaat om ervoor te zorgen dat het interieur ook een rode tint kreeg. Dit is tot nu toe de enige set met stickers  

### 10243 - Parisian Restaurant
Het negende model is op 1 januari 2014 uitgekomen. Het betreft een restaurant uit, of gebaseerd op, Parijs. Opvallend zijn de gedetailleerde ornamenten, nieuw gebruikte stenen en kleuren, en speciale bouwtechnieken.

### 10246 - Detective's Office
Het tiende model is op 1 januari 2015 uitgekomen. Het betreft een detective bureau. Het gebouw bevat verscheidene elementen, onder andere het detective bureau, een café met poolbiljart, en een kapper. Er is veel gebruikgemaakt van geheime smokkelruimtes. Ook bevindt zich achter een schilderij in het detectivebureau een geheime liefdesbrief.

### 10251 - Brick Bank
Het elfde model is op 1 januari 2016 uitgekomen. Het gebouw bevat een bank en een wasserette. De gedetailleerde bank heeft aspecten als bankovervallers en een kluis. Ook is er een doorgang van de wasserette naar de kluis, waardoor als het waren geld witgewassen kan worden.

### 10255 - Assembly Square
Het twaalfde model is op 1 januari 2017 uitgekomen. Dit model viert het tien jarig bestaan van de modulaire gebouwen. Opvallend is dat dit model 1,5x zo breed is als de gebruikelijke modellen. Met meer dan 4000 steentjes is dit het grootste set in de serie. Assembly Square bestaat uit drie verschillende huizen. Op de begane grond zijn een café (naar het eerste model café corner), bloemist en een bakkerij gevestigd. Op de eerste verdieping is een muziekwinkel, fotostudio en tandartspraktijk en op de tweede verdieping kun je een dansstudio, een dakterras en een appartement vinden. Bijzonder is dat van elk van de voorgaande modulaire gebouwen iets terugkomt in dit set.

### 10260 - Downtown Diner
Het dertiende model is op 1 januari 2018 uitgekomen. Het heeft een afwijkende stijl dan de voorgaande gebouwen, uit de late '50. Op de begane grond zit een restaurantje, op de eerste verdieping zit een gymzaal met een boksring, boksbal en gewichten. De tweede verdieping bevat een muziekstudio met een geluidsdichte opnameruimte. Aan de buitenkant loopt een trap omhoog naar de verschillende verdiepingen, en aan de voorkant staat in het groot met roze letters: Diner. Opvallend aan deze set is dat alle figuurtjes een ander gezicht hebben, terwijl dat voorheen, m.u.v. Market Street, niet het geval was. Bij deze set zit een roze cabriolet.

### 10264 - Corner Garage
Het veertiende model is op 1 januari 2019 uitgekomen. Het gebouw heeft op de begane grond een garage en Octan tankstation. Op de eerste verdieping is er de dierenkliniek van Dr. Jones. Op de 2de verdieping is er het appartement van een jonge man.

### 10270 - Bookshop
Het vijftiende model is op 1 januari 2020 uitgekomen. Deze set bestaat uit twee kleinere gebouwen, net zoals de Pet Shop. De ene helft is het woonhuis en de ander een boekenwinkel. Het woonhuis heeft wederom een complete huiselijke inrichting en de boekenwinkel is van binnen ook echt een boekenwinkel met boekenkasten vol boeken, en een boek in de etalage. Net zoals bij de Pet Shop, is de Bookshop zo gemaakt dat er meerdere dozen aangeschaft kunnen worden om een soort rijtjeshuizen te creëren.

### 10278 - Police Station
Het zestiende model kwam uit op 1 januari 2021. Dit gebouw bestaat uit een politiebureau, een donutwinkel en een nieuwskiosk. De set bestaat uit een centraal hoofdgebouw met een dun gebouw aan weerszijden, in plaats van het gebruikelijke formaat van een enkel gebouw of twee gebouwen van halve breedte. Dit is het eerste modulaire gebouw dat onder het 18+-thema van Lego valt.

### 10297 - Boutique Hotel
Het zeventiende model kwam uit op 1 januari 2022. Dit modulaire gebouw bestaat uit een hotel en een kunstgalerie met daar bovenop een terras. Deze set vormt het 15-jarig bestaan van LEGO modulaire gebouwen en de set is een hoekgebouw. 

### 10312 - Jazz Club
Het achttiende model kwam uit op 1 januari 2023. Naast een club met podium voor een orkestje, tafels met stoelen voor bezoekers en een goochelaar, bevat het gebouw een pizzeria. Op de eerste etage zit een kleermaker. Op het dak boven de pizzeria zit een groentekas. Deze set onderscheidt zich door elementen die met een hoek van 45 graden zijn gebouwd. De set heeft 8 minifiguren, een kleedkamer en kantoortje.

### 10326 - Natural History Museum
Het negentiende model kwam uit op 1 december 2023, en werd ontworpen door Chris McVeigh.  De set bestaat uit een natuurhistorisch museum. De afmetingen zijn 48x32 elementen, vergelijkbaar met Assembly Square uit 2017. Op de begaande grond bevindt zich een paleontologie tentoonstelling met een Brachiosaurusskelet aan de ene kant, en een geologie tentoonstelling aan de andere. Op de eerste verdieping is een astronomie-expositie en een tentoonstelling over de toekomst. Onderdeel van het dak is het kantoor van de museumconservator.
Sinds de Parisian Restaurant in 2014 werd het volgende modulaire gebouw steeds uitgebracht op 1 januari. Gebruikelijk bestaat de set ook uit een combinatie van gebouwen op een bouwplaat van 32x32 elementen.

### 10350 Tudor Corner
Het twintigste model is een hoekpand in tudorstijl en komt uit op 1 januari 2025. Op de begaande grond bevindt zich een restaurant en een fourniturenwinkel. Op de eerste verdieping is de werkplaats van een klokkenmaker. Op de tweede verdieping is een zolderappartement.

## BrickLink Designer Program

### 910023 - Venetian Houses
Dit model, dat twee huizen, een brug en een rivier in Venetië toont, maakt deel uit van het BrickLink Designer Program, maar is wel compatibel met de Modulaire Gebouwen-reeks.

### 910013 - Retro Bowling Alley
Dit model, dat een klassieke bowlingbaan met keuken toont, maakt deel uit van het BrickLink Designer Program, maar is wel compatibel met de Modulaire Gebouwen-reeks.

### 910009 - LEGO Store
Dit model, dat een LEGO Store toont in een oud New Yorks gebouw, maakt deel uit van het BrickLink Designer Program, maar is wel compatibel met de Modulaire Gebouwen-reeks.

### 910008 - Construction Site
Dit model, dat een bouwwerf van een flatgebouw toont, maakt deel uit van het BrickLink Designer Program, maar is wel compatibel met de Modulaire Gebouwen-reeks.

### 910034 - Brick Cross
Dit model, dat een treinstation, krantenwinkel en café toont, maakt deel uit van het BrickLink Designer Program, maar is wel compatibel met de Modulaire Gebouwen-reeks.

## Marvel

### 76178 - Daily Bugle
Dit model kwam uit op 26 mei 2021, en behoort officieel tot de Marvel-reeks van LEGO. Het toont het hoofdkantoor van The Daily Bugle, een fictieve krant uit de franchise. Deze set behoort dus niet tot de Modulaire Gebouwen-reeks, maar is wel compatibel met deze sets.

### 76218 - Sanctum Sanctorum
Dit model kwam uit op 1 augustus 2022, en behoort officieel tot de Marvel-reeks van LEGO. Het toont de woning van Dr. Strange, Sanctum Sanctorum, met daarin en -rond scènes uit de films Avengers: Infinity War en Doctor Strange in the Multiverse of Madness. Op de bovenste verdieping is een museumpje terug te vinden, daaronder bevindt zich een bibliotheek en op het gelijkvloers een woongedeelte. De meegeleverde minifiguren zijn Dr. Strange, Wong, Iron Man, Spider-Man, Ebony Maw, Baron Mordo, Sinister Strange, Dead Strange en Scarlet Witch. Deze set behoort dus niet tot de Modulaire Gebouwen-reeks, maar is wel compatibel met deze sets.

### 76269 - Avengers Tower
Dit model kwam uit op 24 november 2023, en behoort officieel tot de Marvel-reeks van LEGO. Het toont de Stark-toren, vernoemd naar de eigenaar Tony Stark. Deze set behoort dus niet tot de Modulaire Gebouwen-reeks, maar is wel compatibel met deze sets.

### 76294 - The X-Mansion
De X-Mansion van de serie X-Men kwam uit op 1 november 2024, en behoort officieel tot de Marvel-reeks van LEGO. De afmetingen zijn 48x32 elementen en het gebouw is op te splitsen in drie secties; mogelijk gemaakt door drie bouwplaten van 16x32 elementen. De linkervleugel bevat de gevarenkamer verdeeld over beide verdiepingen. Het midden bestaat op de begaande grond uit de entree en op de eerste verdieping uit een laboratorium. Het middelste gedeelte is eveneens voorzien van een lift. Ook is er een koepel op het dak, die kan ontploffen met een speelfunctie. De rechtervleugel bestaat op de begaande grond uit een klaslokaal en op de eerste verdieping uit een slaapkamer.

## Diverse

### 75827 - Firehouse Headquarters
Dit model, dat een brandweerstation uit Ghostbusters toont, behoort niet tot de reeks Modulaire Gebouwen, maar is er wel compatibel mee.

## Overzicht
Onderstaand een tabel van de modulaire gebouwen.
| Nummer | Naam                    | Steentjes | Adviesprijs | Aantal figuren | Jaar                |
| ------ | ----------------------- | --------- | ----------- | -------------- | ------------------- |
| 10182  | Koffiehuis              | 2056      | € 149,99    | 3              | 2007 - 8 april      |
| 10190  | Marktstraat             | 1248      | € 89,95     | 3              | 2007 - 1 juli       |
| 10185  | Groenteboer             | 2352      | € 149,99    | 4              | 2008 - 1 maart      |
| 10197  | Brandweer               | 2231      | € 149,99    | 4              | 2009 - 12 september |
| 10211  | Grand Emporium          | 2182      | € 149,99    | 5 + 2          | 2010 - 3 maart      |
| 10218  | Dierenwinkel            | 2032      | € 149,99    | 4              | 2011 - 10 mei       |
| 10224  | Stadhuis                | 2766      | € 179,99    | 8              | 2012 - 1 maart      |
| 10232  | Paleisbioscoop          | 2196      | € 139,99    | 6              | 2013 - 1 maart      |
| 10243  | Parijs' restaurant      | 2469      | € 159,99    | 5              | 2014 - 1 januari    |
| 10246  | Detectivekantoor        | 2262      | € 159,99    | 6              | 2015 - 1 januari    |
| 10251  | Stenenbank              | 2380      | € 169,99    | 5              | 2016 - 1 januari    |
| 10255  | Gebouwenset             | 4002      | € 259,99    | 8              | 2017 - 1 januari    |
| 10260  | Diner in de stad        | 2480      | € 169,99    | 6              | 2018 - 1 januari    |
| 10264  | Garage op de hoek       | 2569      | € 189,99    | 6              | 2019 - 1 januari    |
| 10270  | Boekenwinkel            | 2504      | € 159,99    | 5              | 2020 - 1 januari    |
| 10278  | Politiebureau           | 2923      | € 179,99    | 5              | 2021 - 1 januari    |
| 10297  | Boetiekhotel            | 3066      | € 199,99    | 7              | 2022 - 1 januari    |
| 10312  | Jazzclub                | 2899      | € 229,99    | 8              | 2023 - 1 januari    |
| 10326  | Natuurhistorisch museum | 4014      | € 299,99    | 7 + 2          | 2023 - 1 december   |
| 10350  | Hoekpand in tudorstijl  | 3266      | € 229,99    | 7 + 1          | 2025 - 1 januari    |

Onderstaand een tabel van de combineerbare sets.
| Nummer | Naam                   | Steentjes | Adviesprijs | Aantal figuren | Jaar               |
| ------ | ---------------------- | --------- | ----------- | -------------- | ------------------ |
| 75827  | Firehouse Headquarters | 4593      | € 399,99    | 10             | 2016 - 1 januari   |
| 76178  | Daily Bugle            | 3772      | € 299,99    | 25             | 2021 - 26 mei      |
| 910023 | Venetian Houses        | 3470      | € 244,99    | 13             | 2021 - 9 november  |
| 910013 | Retro Bowling Alley    | 2772      | € 189,99    | 5              | 2021 - 9 november  |
| 910009 | LEGO Store             | 2149      | € 149,99    | 6              | 2021 - 9 november  |
| 910008 | Construction Site      | 3371      | € 299,99    | 6              | 2022 - 17 mei      |
| 76218  | Sanctum Sanctorum      | 2708      | € 249,99    | 8              | 2022 - 1 augustus  |
| 76269  | Avengers Tower         | 5052      | € 499,99    | 32             | 2023 - 24 november |
| 910034 | Brick Cross            | 3050      | € 259,99    | 8              | 2024 - 6 juni      |
| 76294  | The X-Mansion          | 3093      | € 329,99    | 10             | 2024 - 1 november  |

## Tijdlijn
Onderstaand een tijdlijn van de modulaire gebouwen.